# Berent Geistmann
Berent Geistmann (andere Schreibweise Berendt Geistmann; † 1628) war ein in Estland tätiger Holzschnitzer der Spätrenaissance. Er stammte vermutlich aus den Niederlanden. Geistmann wurde 1599 Bürger der Stadt Tallinn (deutsch Reval).
Zu Geistmanns bekanntesten Arbeiten zählen der Altaraufsatz der Kirche von Ambla (Ampel) sowie der Kanzelaltar in der heutigen Kirche von Tuhala (Toal, um 1600). Der Kunsthistoriker Sten Karling schreibt dazu:
Dieser holländische Tischler scheint auch der Meister des Kanzelaltars zu sein, der sich jetzt in der im XVIII. Jahrhundert erbauten Kapelle in Toal (Tuhala), südlich von Reval, befindet. Dieser Altar ist das einzige Beispiel von Kanzelaltären in Estland, die im protestantischen Deutschland in verschiedenen Gegenden vorkommen, aber erst am Ende des XVII. Jahrhunderts allgemein werden. Geistmanns Hand spürt man vor allem bei den Seitenflügeln des Altaraufsatzes, dessen Motiv sich dem Oberteil des Antoniusaltars und der Tür des Schwarzhäupterhauses direkt anschließt. Zu den Hermenpilastern des Kanzelkorpus findet man auch Gegenstücke an der erwähnten Tür.
Holländischen Charakter trägt auch der ehemalige Altaraufsatz in der Kirche in Ampel (Ambla), vielleicht ein Alterswerk von Geistmann. Bemerkenswert sind vor allem die Skulpturen, die das Altarbild flankieren und Moses und Johannes darstellen. Ihre Umrisse sind durch den Block bestimmt, aus dem sie beinahe in derselben Weise wie die Monumentalskulpturen des XII. Jahrhunderts gehauen sind. Dem Künstler ist diese Beschränkung nicht als Zwang erschienen, sie ist ihm vielmehr ein willkommener Vorwand geworden, die Tradition der Renaissance zu brechen und ein Element gotischer Art einzuführen. Hinzu kommt eine prägnante Ausführung, die besonders den Köpfen eine seltsame Intensität verleiht.
Sten Karling: Holzschnitzerei und Tischlerkunst der Renaissance und des Barocks in Estland. Dorpat 1943, S. 50 f.
Daneben stammten von Geistmann wahrscheinlich einige Arbeiten in der Tallinner Nikolaikirche, vor allem das Chorgestühl für die Kleine Kapelle und Teile des Antonius-Altars. Geistmann schuf auch die Portal-Lünetten für das Schwarzhäupterhaus in Reval aus dem Jahr 1604.